# Phallus (champignon)
«  Dictyophora » redirige ici. Ne pas confondre avec Dictyophara.
Pour les articles homonymes, voir Phallus (homonymie).
Genre
Phallus est un genre de champignons basidiomycètes de la famille des Phallaceae (ordre des Phallales), qui regroupe une vingtaine d'espèces d'aspect phallique, souvent malodorantes, d'où le nom commun de l'espèce type : le Satyre puant (Phallus impudicus).

## Historique du genre
Dans sa "Dissertation sur le genre Phallus" du 21 nivose de l'an 5 (publiée en juillet 1799), Ventenat, complète la définition du genre à la lumière d'espèces nouvelles apportées d'Amérique. Il rappelle l'ancienne classification du  botaniste français Tournefort et de l'Italien Micheli, du genre Boletus (sensu Tournefort:  absence de pédicule et semences "enfermées à l'intérieur" ), divisé en quatre genres par Micheli : clathrus, phallus, phallo-boletus et boletus. « Les Phallus ont un volva épais, formé de deux membranes, entre lesquelles se trouve une liqueur mucilagineuse; un pédicule spongieux, fistuleux, inséré dans un godet membraneux situé au centre du volva; chapeau celluleux, recouvert d'un croûte calleuse, qui se résout, dans la maturité du champignon, en une liqueur fétide, et surmonté d'un ombilic clos ou perforé. »
Bien que la famille des Phallaceae recèle les espèces de champignons Macromycètes les plus spectaculaires sur tous les continents, on connait très peu de monographies sur cette famille, ni même le genre le plus répandu, Phallus sensu lato (Ventenat 1798, Fischer 1888- 1905, Lloyd 1909, Fischer 1933). Une foule d'informations est disséminée dans les flores et articles à travers le monde.

## Classification "morphologique"
Réceptacle cylindracé, phallique. Gleba formée sur la partie externe. Tête fertile posée sur le sommet du pied comme un dé à coudre.
Synonymes ou sous-genres : = Dictyophora, Satyrus, Hymenophallus, Dictyopeplos,  Sophronia, Dictyophallus, Kirschbaumia, Omphallophallus, Ityphallus...
Longtemps rattachés aux Lycoperdons, leur constitution est cependant beaucoup plus élaborée. Les Phallus par exemple naissent dans un péridium en forme d'œuf de poule, de consistance gélatineuse. En se développant, la partie blanche et dure se détend en un corps caverneux portant au sommet le capuchon verdâtre (l'hyménium) déjà visible dans l’œuf. 
D'abord lisse, il se décompose rapidement en répandant une horrible odeur de cadavre attirant de loin les mouches qui se gorgent de cet hyménium déliquescent nommé gléba. C'est sous les tropiques qu'on trouve le plus d'espèces et les plus extraordinaires. Parasite les racines des arbres, même les vignes et les roseraies.
La présence d'une indusie juponnante remarquable a motivé la création de plusieurs genres, dont Dictyophora Desvaux (Hymenophallus, Sophronia, Retigerus, Clautriavia) tout au plus un sous-genre ou une section pour Henri Romagnesi selon qui - viva voce, tous les Phallus ont une indusie, mais elle ne dépasse pas le bord du chapeau de plus de 2-3 mm. Kreisel en 1996, ne reconnait plus que 31 espèces, 5 sous-genres et 5 sections.

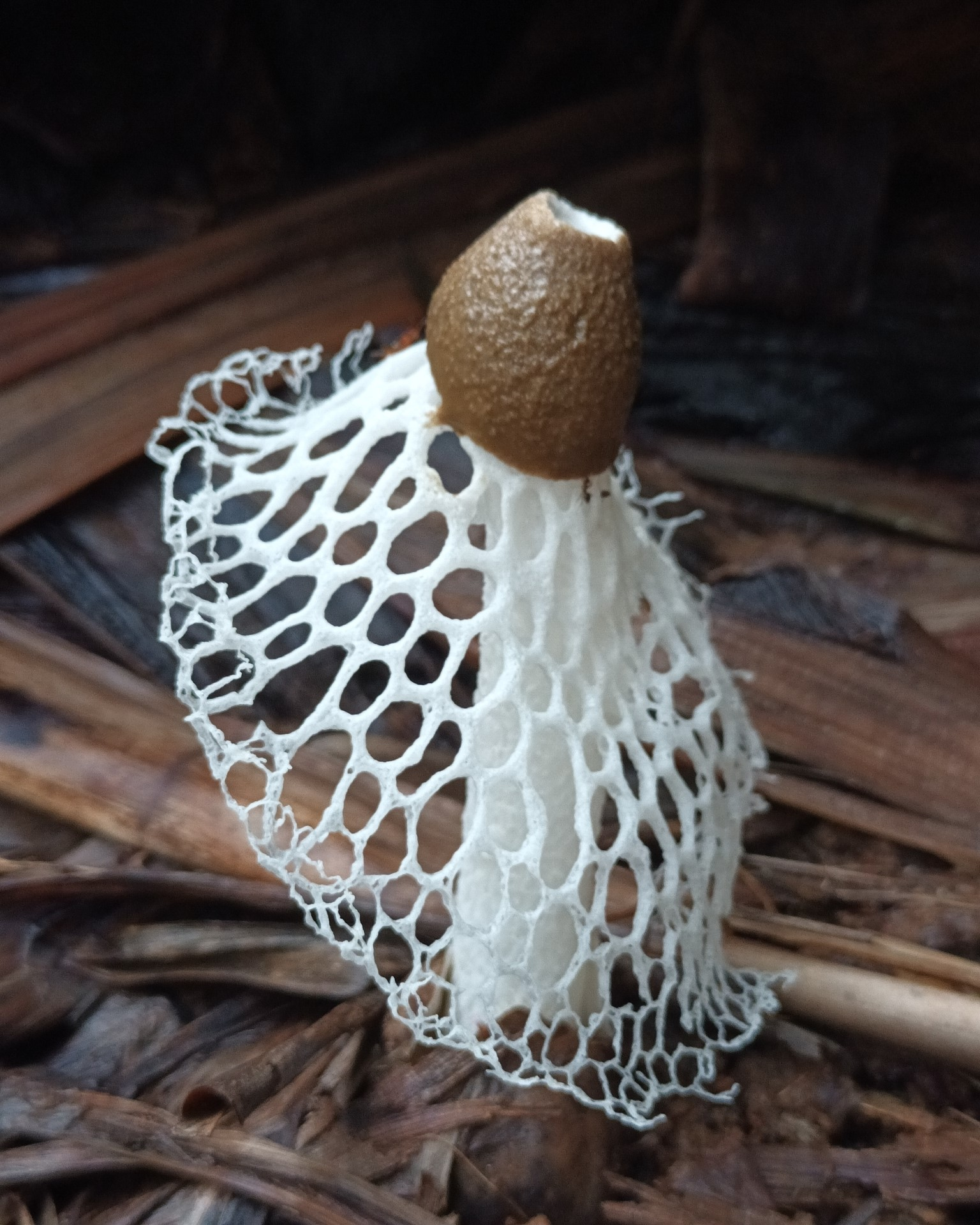
Phallus atrovolvatus
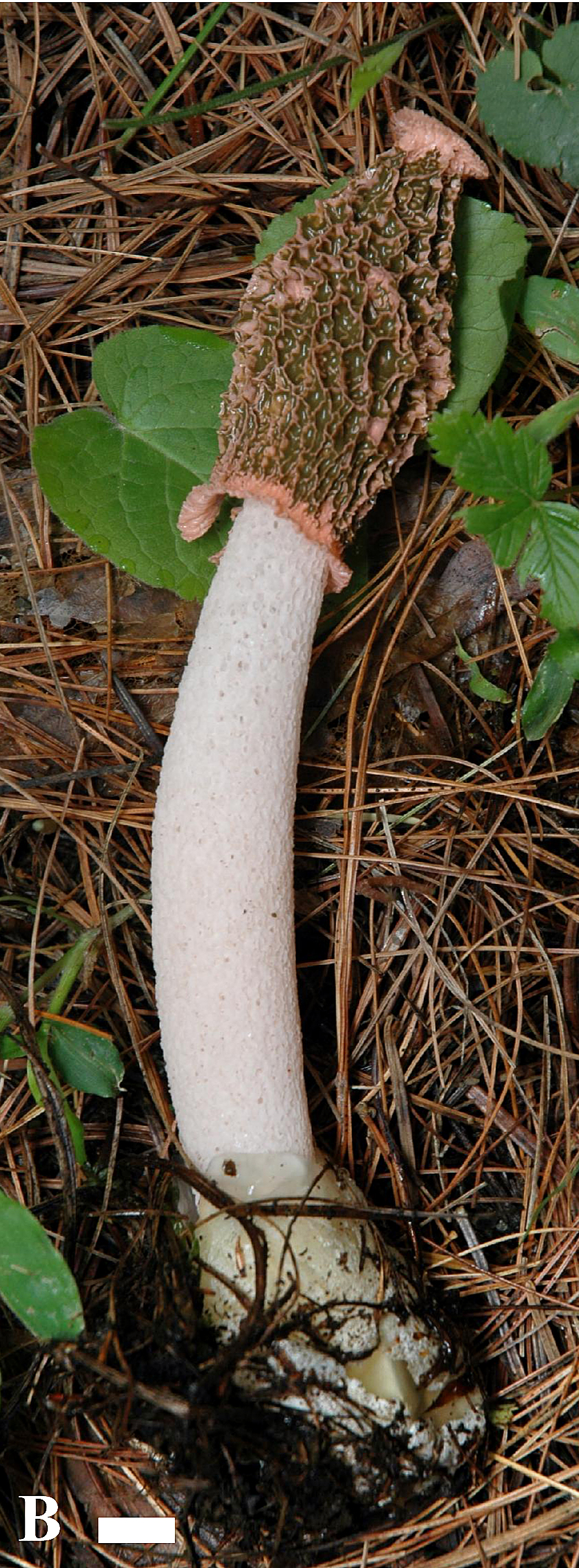
Phallus calongei
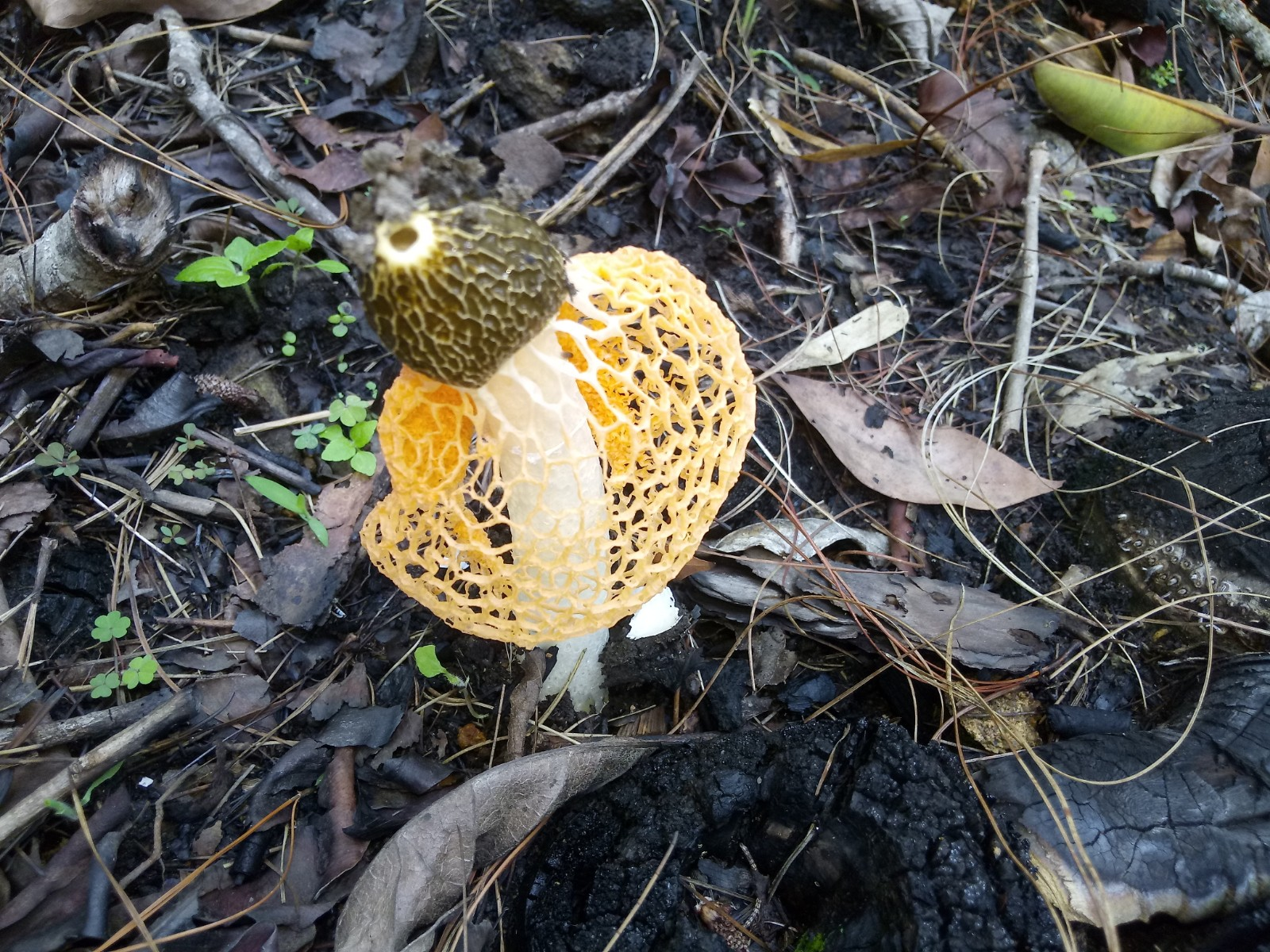
Phallus cinnabarinus
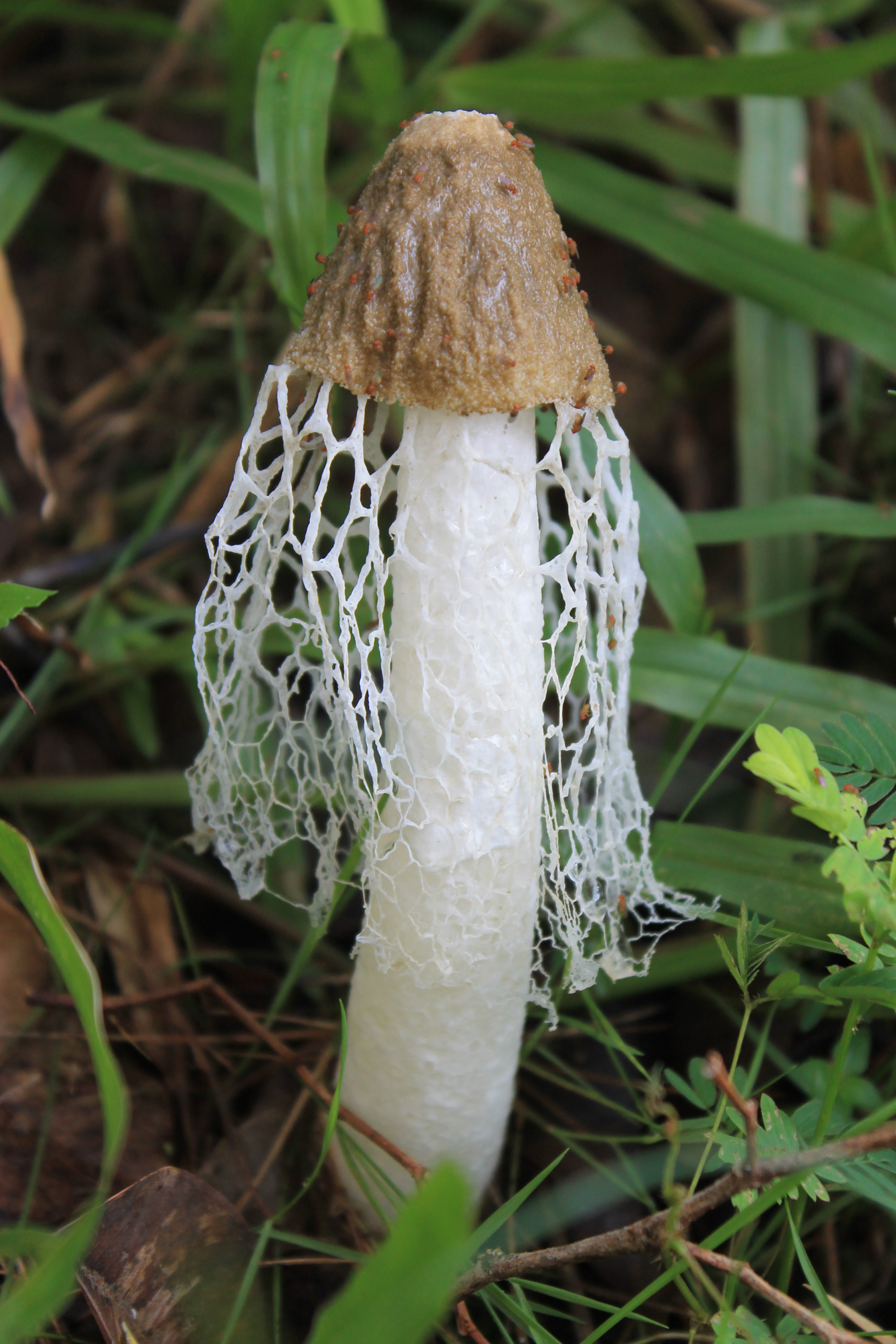
Phallus duplicatus
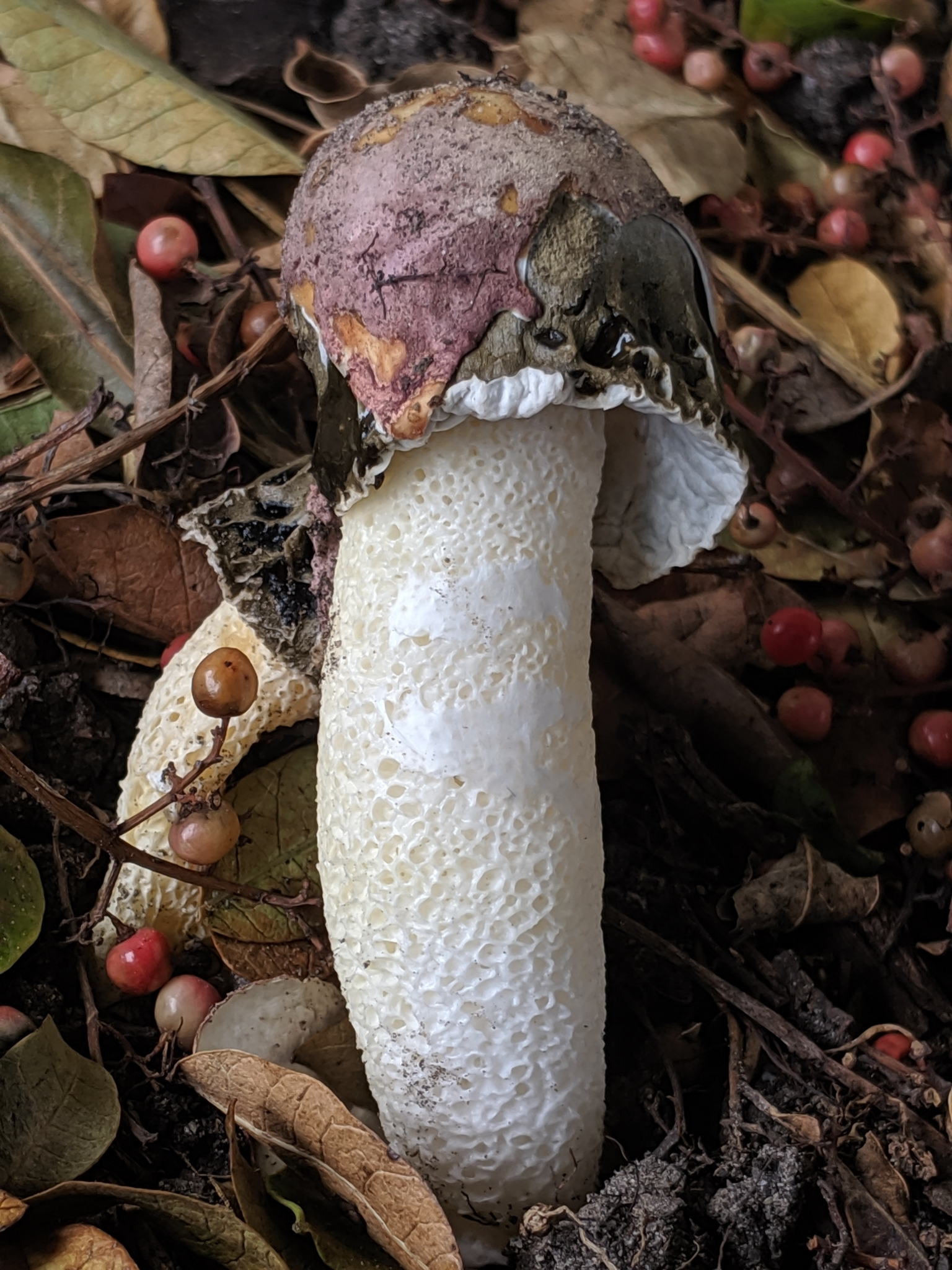
Phallus hadriani
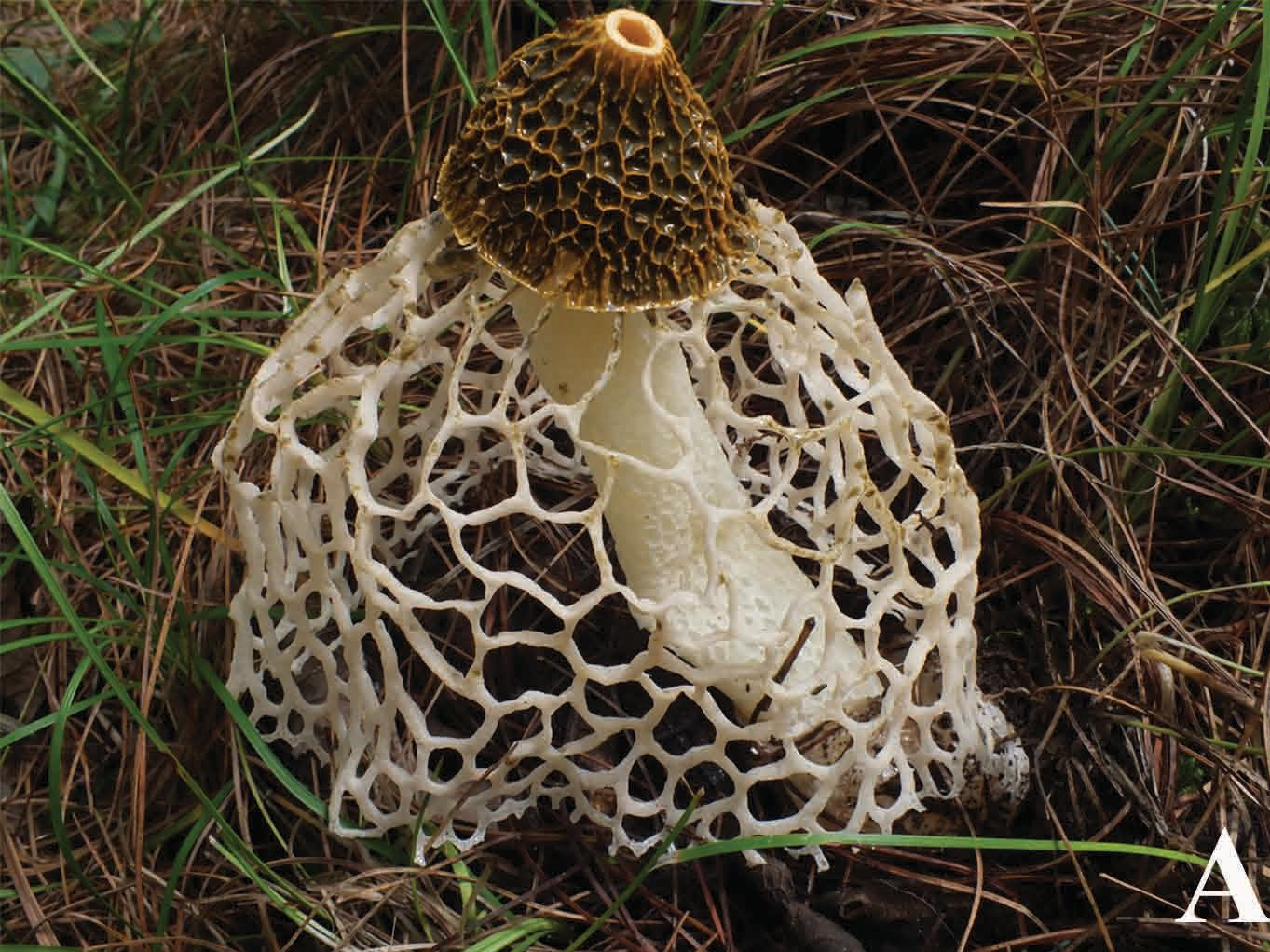
Phallus haitangensis
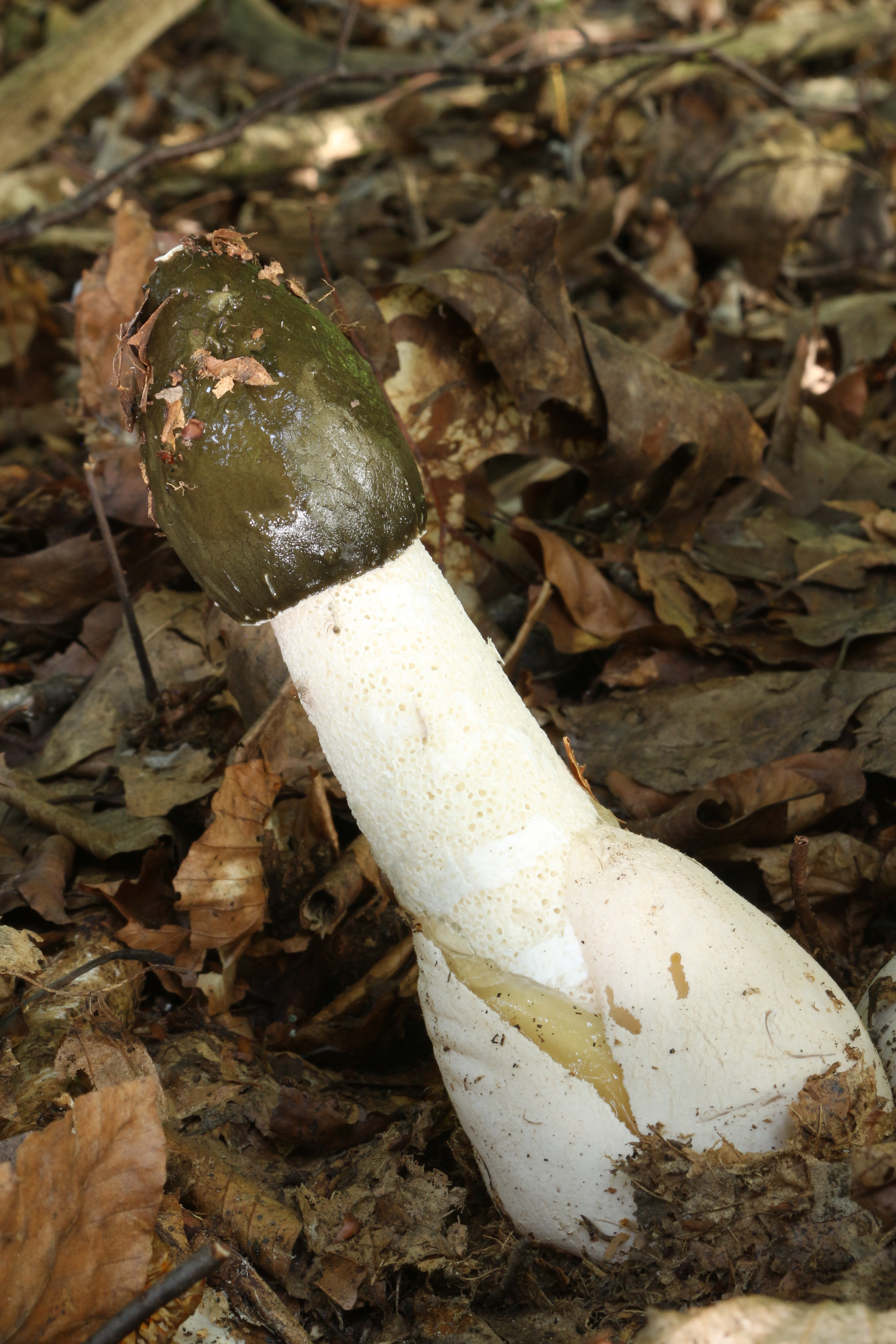
Phallus impudicus
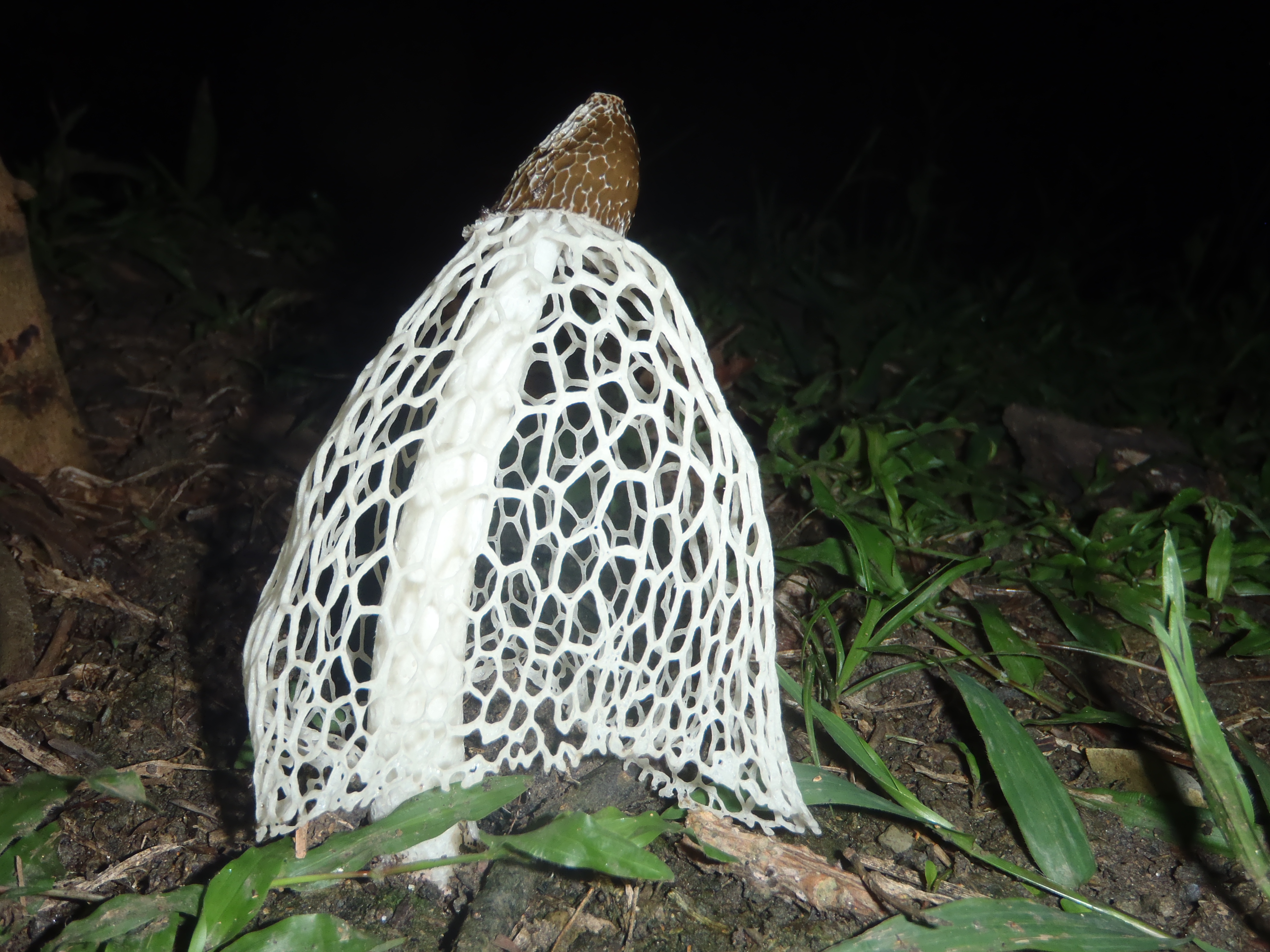
Phallus indusiatus
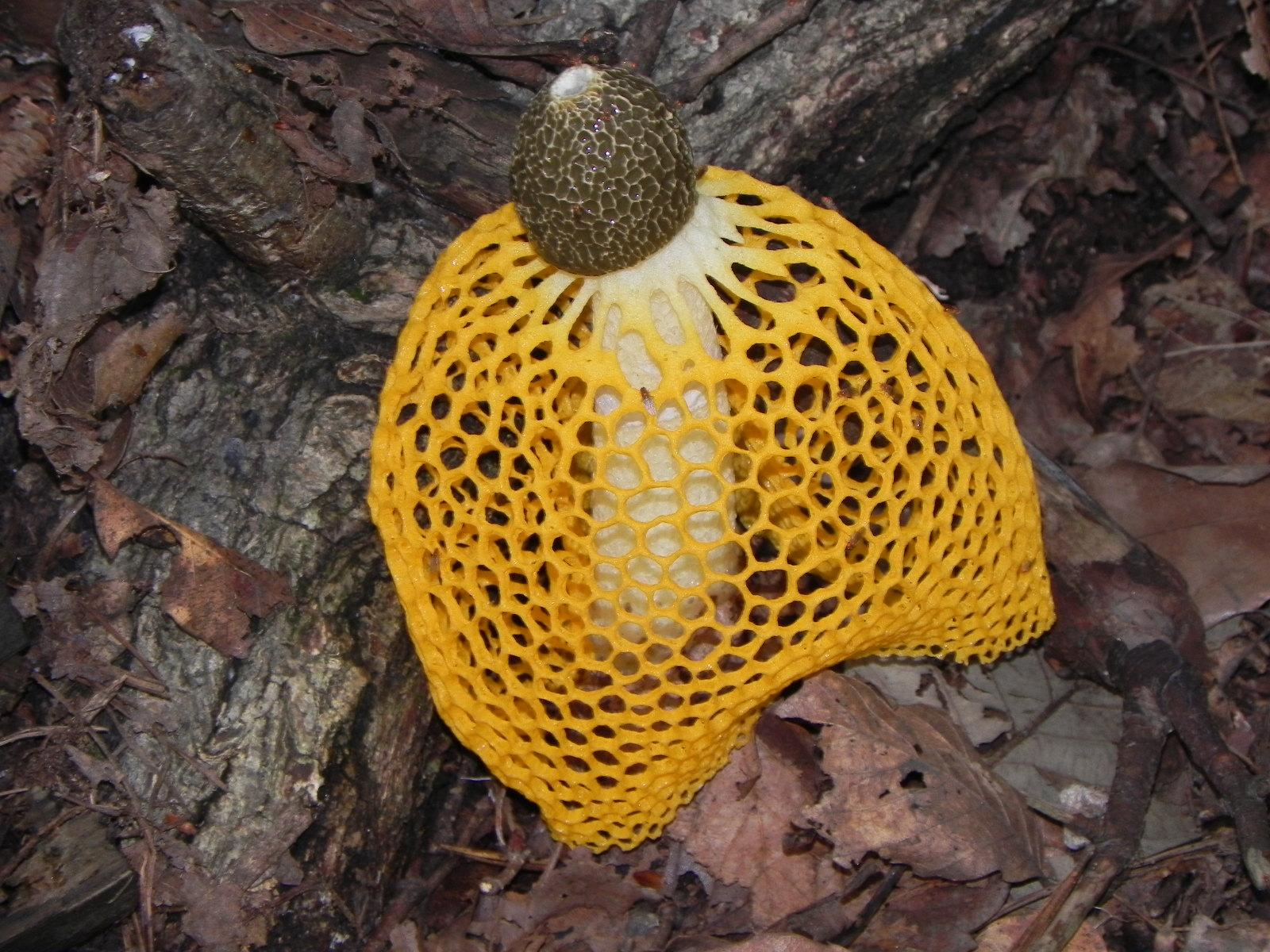
Phallus luteus
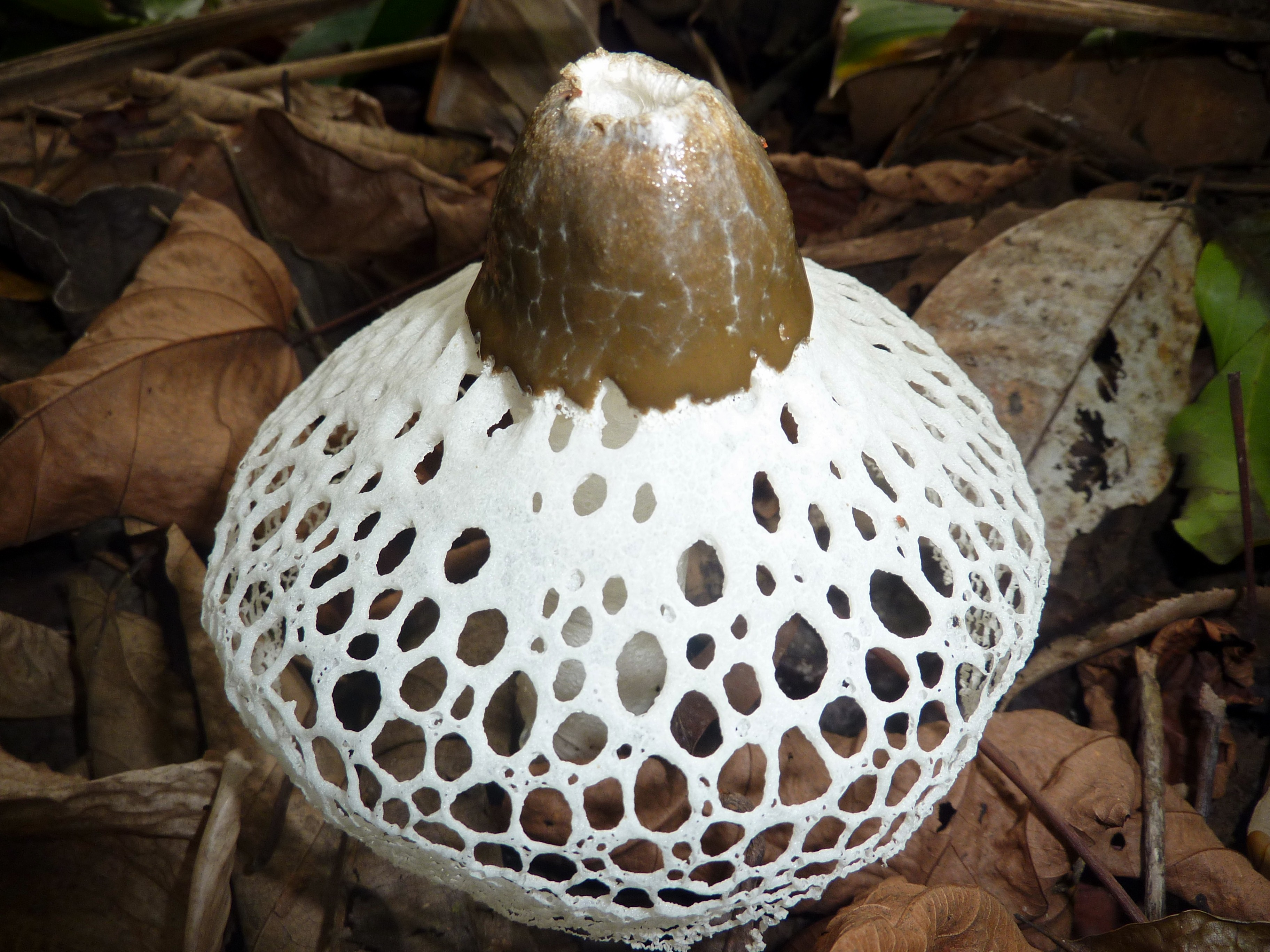
Phallus merulinus
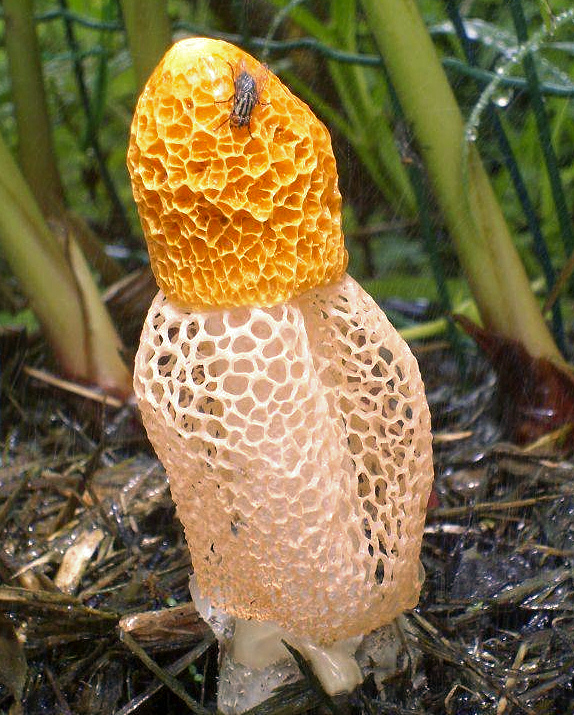
Phallus multicolor
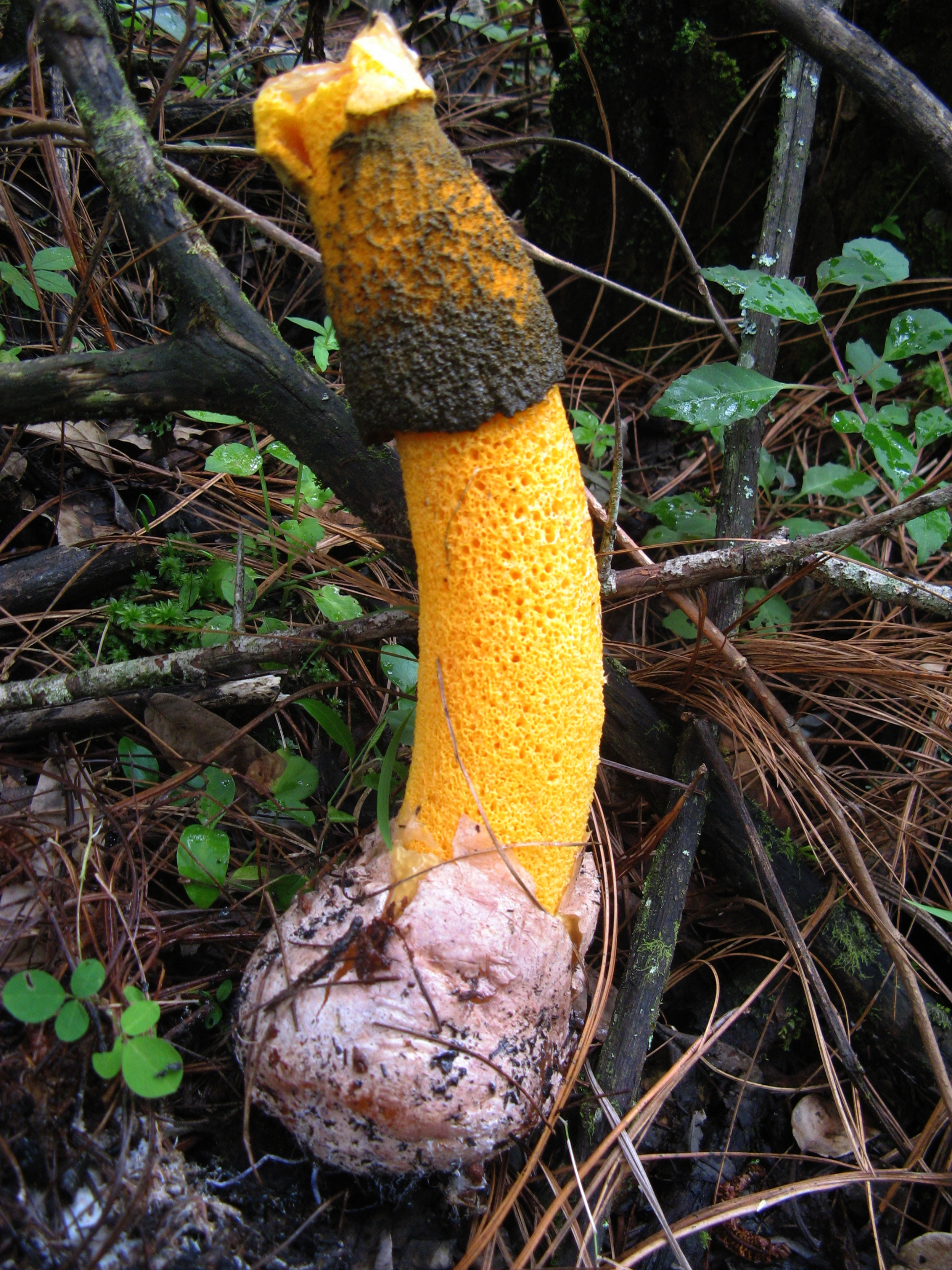
Phallus aurantiacus
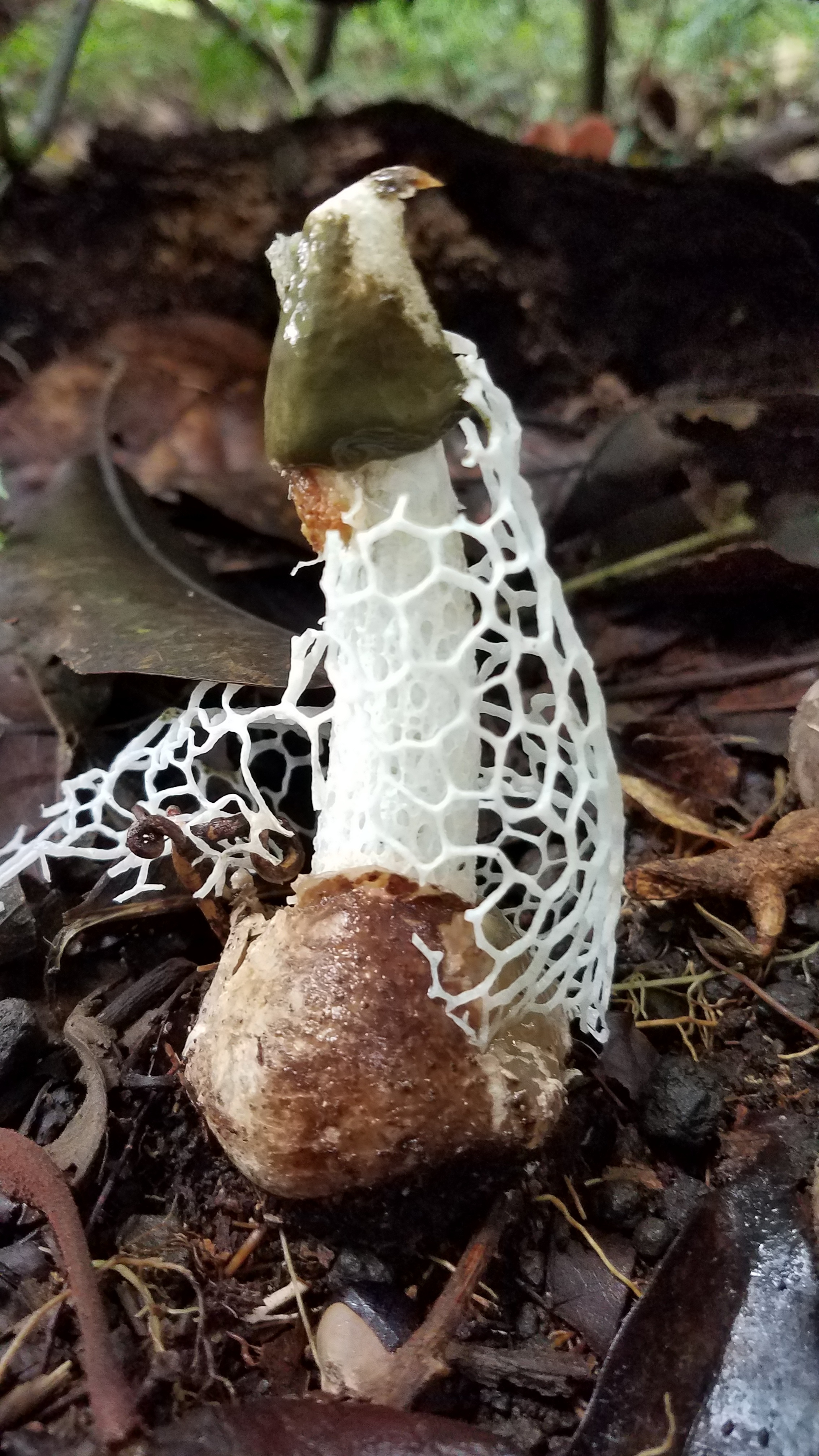
Phallus aureolatus
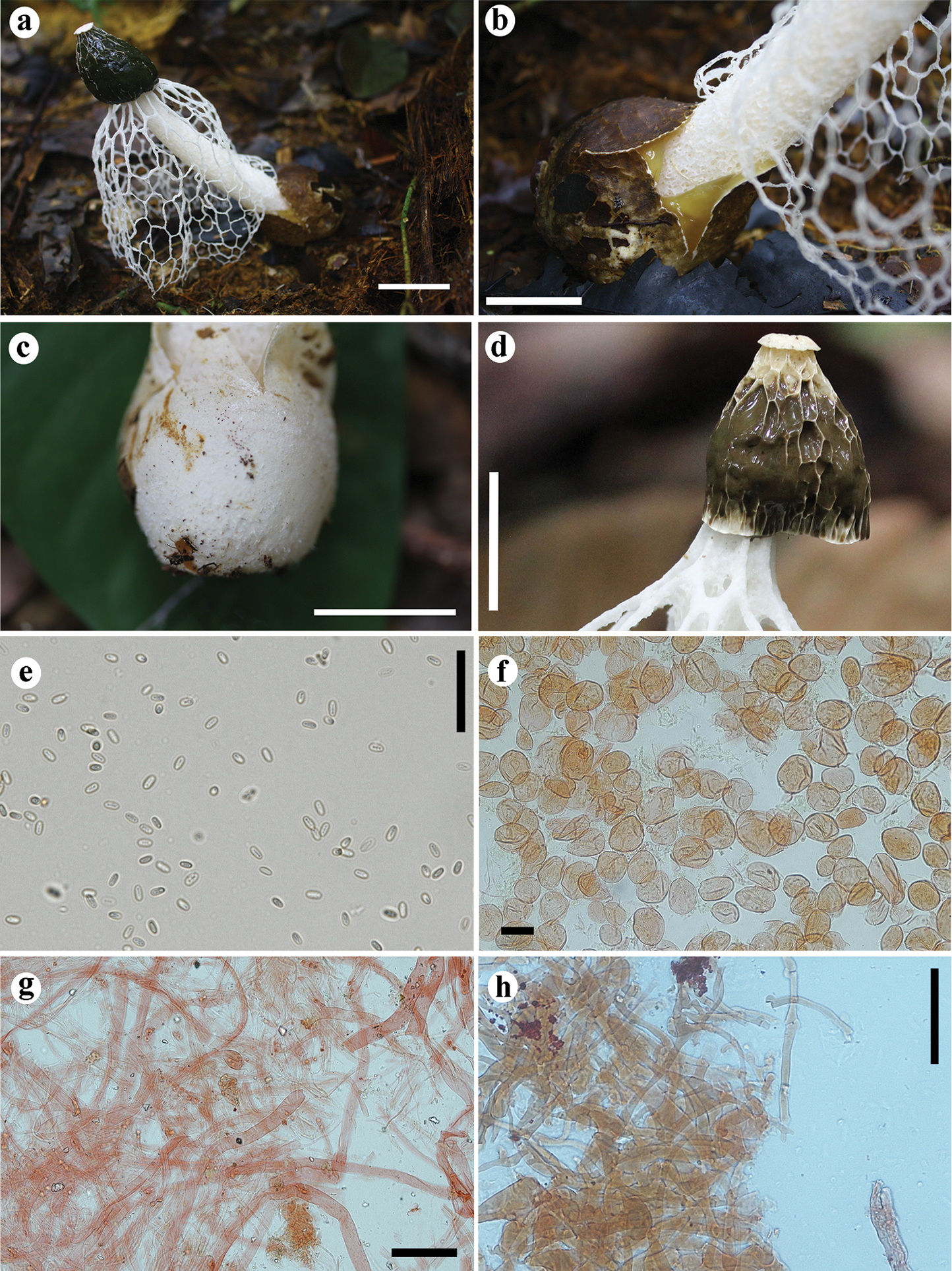
Phallus denigricans
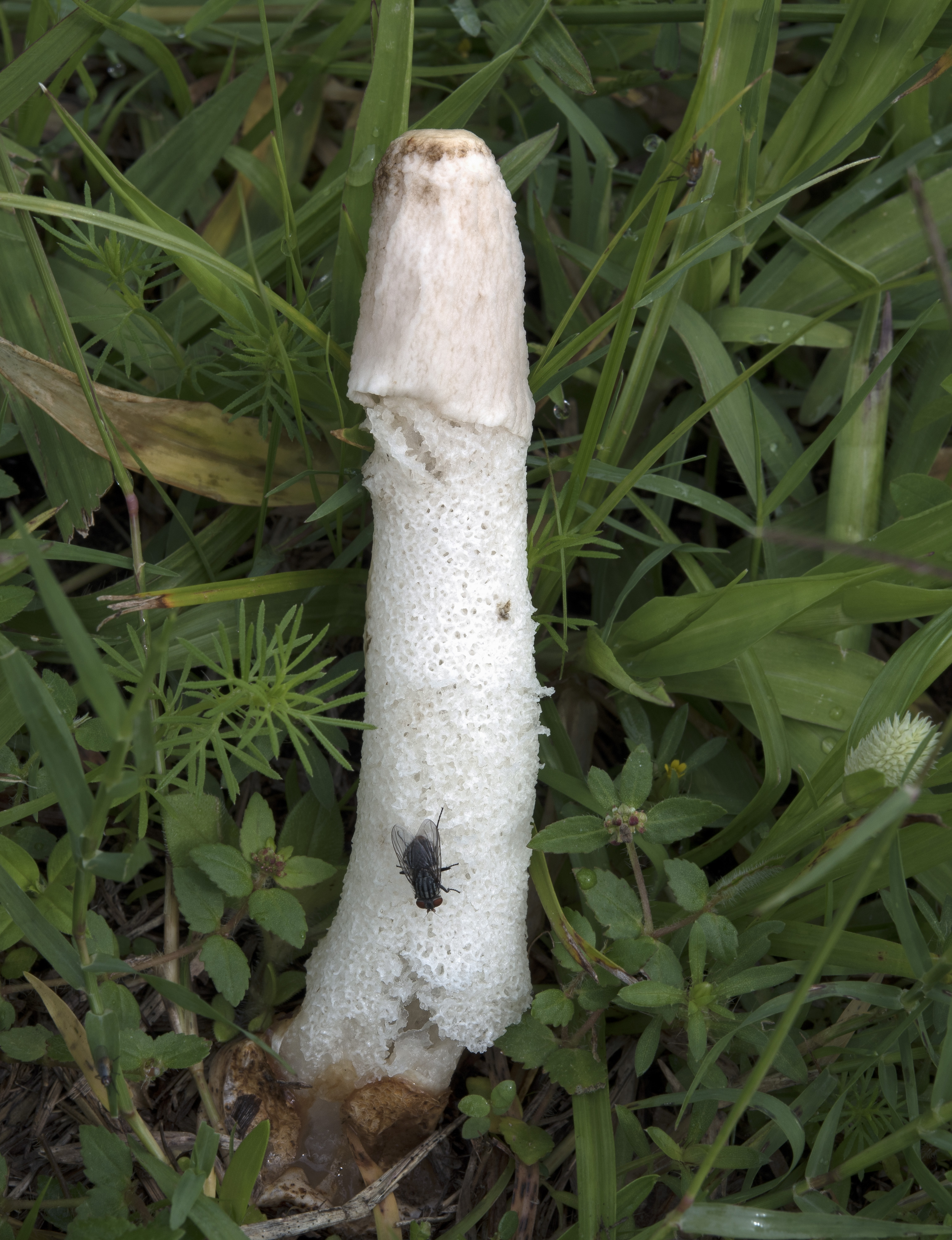
Phallus granulosodenticulatus
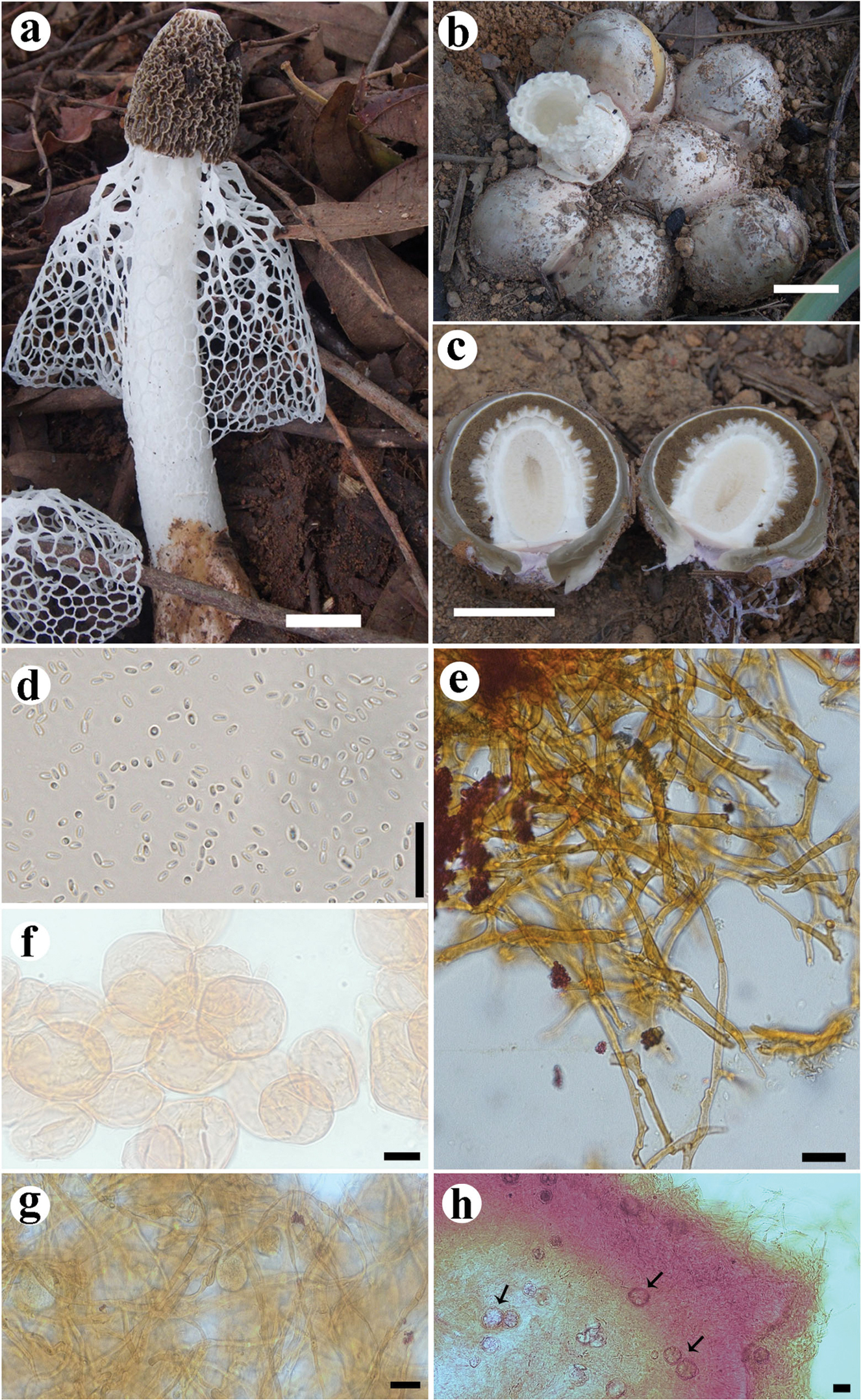
Phallus purpurascens
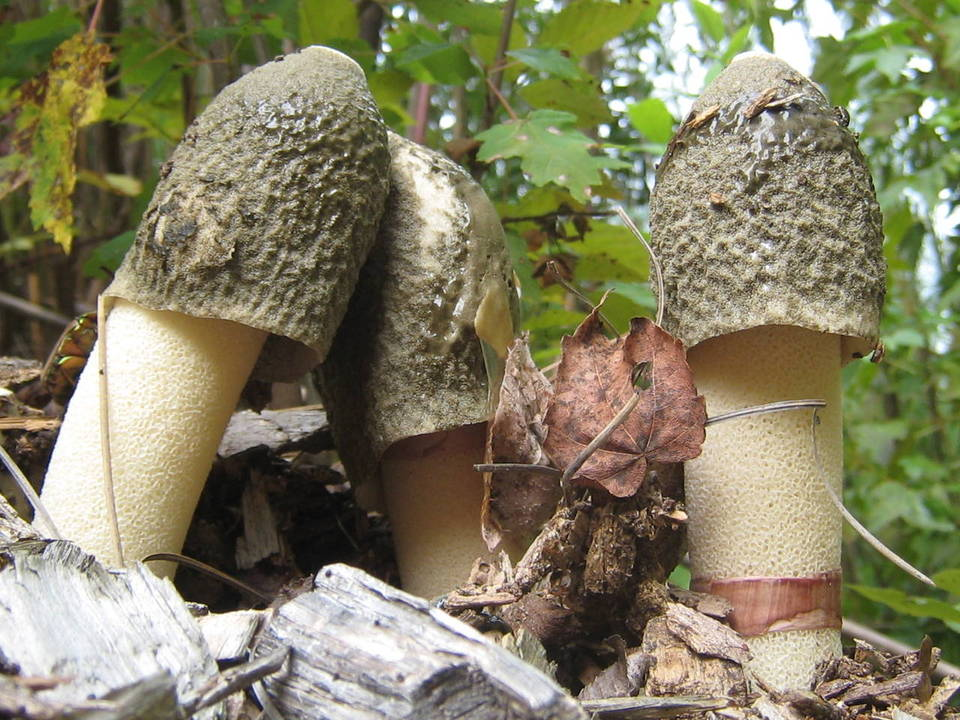
Phallus ravenelii
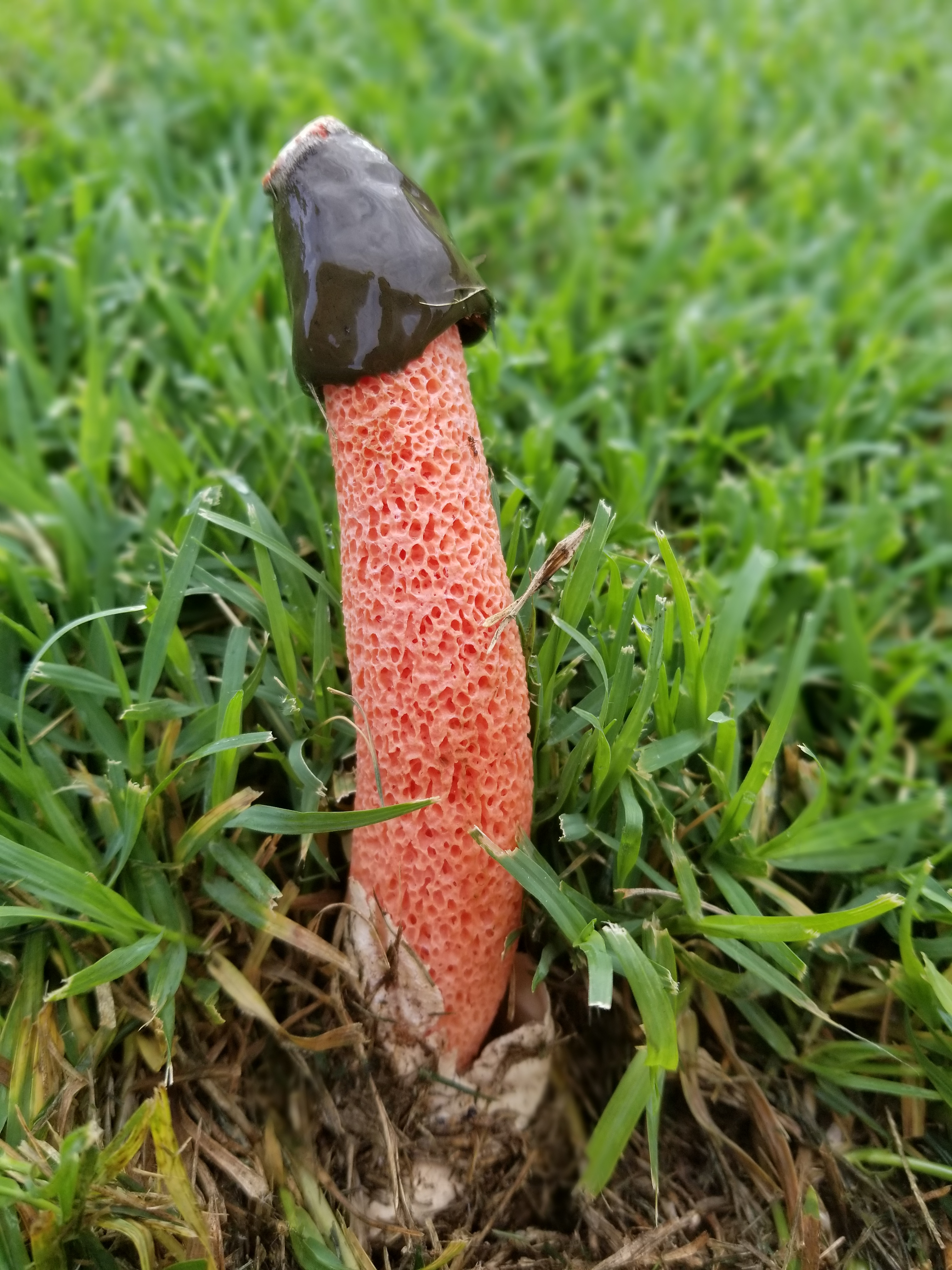
Phallus rubicundus
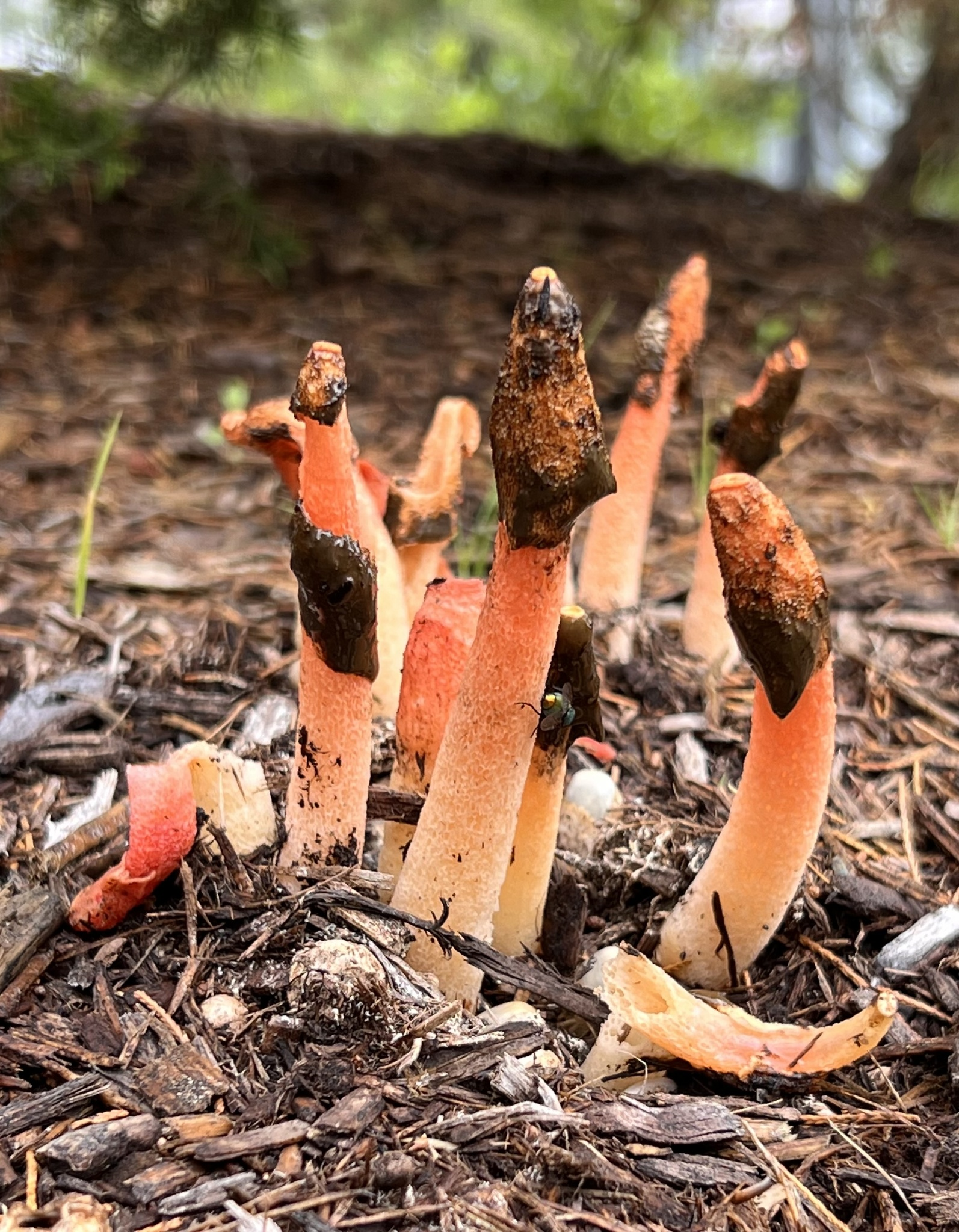
Phallus rugulosus

## Classification phylogénique
La définition moderne, qui n'a cessé de progresser avec les découvertes des espèces tropicales, et les nombreuses interprétations dues à des formes accidentelles, fréquentes dans le genre, jusqu'à l'avènement des analyses moléculaires invalidant le groupement « Gastéromycètes » comme polyphylétique.

## Liste d'espèces
Il y a près de 200 noms d'espèces publiées à ce jour, dont la plupart sont des synonymes, tant ce champignon inspire ou intrigue l'observateur.
Selon Catalogue of Life (1 novembre 2013) :
- Phallus amurensis
- Phallus atrovolvatus
- Phallus caliendricus
- Phallus calongei
- Phallus cinnabarinus
- Phallus curtus
- Phallus drewesii
- Phallus echinovolvatus
- Phallus flavidus
- Phallus flavocostatus
- Phallus fragrans
- Phallus glutinolens
- Phallus hadriani
- Phallus impudicus
- Phallus indusiatus
- Phallus luteus
- Phallus macrosporus
- Phallus maderensis
- Phallus megacephalus
- Phallus minusculus
- Phallus nanchangensis
- Phallus pygmaeus
- Phallus ravenelii
- Phallus rubicundus
- Phallus rubrovolvatus
- Phallus rugulosus
- Phallus taipeiensis
- Phallus tenuissimus

Selon Index Fungorum (1 novembre 2013) :
- Phallus acaulis Batsch 1783
- Phallus acuminatus Batsch 1783
- Phallus amurensis (Jacz.) Pilát 1958
- Phallus anamudii C. Mohanan 2011
- Phallus anastomosis Batsch 1783
- Phallus anastomosis J.F. Gmel. 1792
- Phallus armeniacus Pat. 1924
- Phallus atrovolvatus Kreisel & Calonge 2005
- Phallus aurantiacus Mont. 1841
- Phallus balansae (Pat.) Kuntze 1898
- Phallus bassii Paulet 1793
- Phallus brasiliensis Schltdl. 1862
- Phallus caleyi (Berk. ex F. Muell.) E. Fisch. 1893
- Phallus caliendricus Dring 1967
- Phallus calongei G. Moreno & Khalid 2009
- Phallus calyptratus Berk. & Broome 1883
- Phallus campanulatus Speg. 1906
- Phallus canariensis Mont. 1840
- Phallus canariensis Schltdl.
- Phallus cancellatus Vent. 1798
- Phallus celebicus Henn. 1900
- Phallus cinnabarinus (W.S. Lee) Kreisel 1996
- Phallus collaris Cragin 1885
- Phallus crispus Vent. 1797
- Phallus cucullatus (Pat.) Kuntze 1898
- Phallus curtus Berk. 1845
- Phallus daemonum Rumph. 1750
- Phallus daemonum Rumph. ex Fr. 1823
- Phallus daemonum Schltdl.
- Phallus discolor Lloyd 1907
- Phallus drewesii Desjardin & B.A. Perry 2009
- Phallus duplicatus Bosc 1811
- Phallus echinovolvatus (M. Zang, D.R. Zheng & Z.X. Hu) Kreisel 1996
- Phallus elatus L. 1753
- Phallus flavidus Kreisel & Hauskn. 2009
- Phallus flavocostatus Kreisel 1996
- Phallus formosanus Kobayasi 1938
- Phallus fragrans M. Zang 1985
- Phallus fungoides Batsch 1783
- Phallus gigas J.F. Gmel. 1792
- Phallus glutinolens (Möller) Kuntze 1898
- Phallus granulosodenticulatus B. Braun bis 1832
- Phallus hadriani Vent. 1798
- Phallus hiemalis Balb. 1803
- Phallus impudicus L. 1753
- Phallus indusiatus Schltdl.
- Phallus indusiatus Vent. 1798
- Phallus libidinosus Caley ex Corda 1854
- Phallus lobatus Batsch
- Phallus lubricus Oeder 1790
- Phallus luteus (Liou & L. Hwang) T. Kasuya 2009
- Phallus macrosporus B. Liu, Z.Y. Li & Du 1980
- Phallus maderensis Calonge 2008
- Phallus megacephalus M. Zang 1995
- Phallus merulinus (Berk.) Cooke 1882
- Phallus minusculus Kreisel & Calonge 2002
- Phallus morchellioides Despr.
- Phallus multicolor (Berk. & Broome) Cooke 1882
- Phallus nanchangensis Z.Z. He 1989
- Phallus patulus Gled.
- Phallus patulus J.F. Gmel. 1792
- Phallus purpureus J.J. Planer 1788
- Phallus pygmaeus Baseia 2003
- Phallus quadricolor Berk. & Broome 1883
- Phallus radicatus Mont. 1855
- Phallus radicatus Schltdl.
- Phallus ravenelii Berk. & M.A. Curtis 1882
- Phallus rete Batsch 1783
- Phallus rete J.F. Gmel. 1792
- Phallus rubicundus (Bosc) Fr. 1823
- Phallus rubrovolvatus (M. Zang, D.G. Ji & X.X. Liu) Kreisel 1996
- Phallus rugulosus Lloyd 1908
- Phallus senegalensis Perrottet ex Corda
- Phallus speciosus Schltdl.
- Phallus squamosus Vent. 1797
- Phallus subuculatus Mont. 1842
- Phallus sulphureus Lohwag 1937
- Phallus tahitensis Schltdl. 1861
- Phallus taipeiensis B. Liu & Y.S. Bau 1984
- Phallus tenuis (E. Fisch.) Kuntze
- Phallus tenuissimus T.H. Li, W.Q. Deng & B. Liu 2005
- Phallus triceps O.F. Müll. 1780
- Phallus truncatus Berk.
- Phallus tunicatus Schltdl.
- Phallus tunicatus Welw. & Curr.
- Phallus undosus Batsch 1783
- Phallus undosus J.F. Gmel. 1792
- Phallus vitellinus O.F. Müll. 1780
- Phallus volvatus Rothmayr
- Phallus vulgaris P. Micheli 1729
- Phallus xylogenus Mont. 1855

Selon NCBI (1 novembre 2013) :
- Phallus calongei
- Phallus costatus
- Phallus hadriani
- Phallus impudicus
- Phallus ravenelii
- Phallus rugulosus